# Azuquita
 (décembre 2022).
Si vous disposez d'ouvrages ou d'articles de référence ou si vous connaissez des sites web de qualité traitant du thème abordé ici, merci de compléter l'article en donnant les références utiles à sa vérifiabilité et en les liant à la section « Notes et références ».
Azuquita, aussi appelé Camilo Azuquita, de son vrai nom Luis Argumedez Berguido (né le 18 février 1946 à Colón et décédé le 25 décembre 2022 à Panama), est un chanteur panaméen de salsa.

## Biographie

### Débuts
Filleul et disciple du chanteur Camilo Rodríguez, Azuquita est aussi appelé pour cela Camilo Azuquita. Azuquita débute dans le radio-crochet Cazando estrellas sur radio RPC (Radio Programas Continentales) en chantant Historia de un amor de Carlos Eleta Almarán, mais en est recalé car imitant trop Camilo Rodríguez[réf. souhaitée]. Il participe alors à un autre concours, Los Monarcas del aire, sur Radio Guadalupe, et gagne en chantant Sabor a mi. L’animateur cubain René Cubas trouve qu’il a de l’¡Azúcar! et le baptise ‘Azúquita’.
Consacré chanteur révélation de l’année 1965 par La revue Nocturno, il est engagé pour un mois sur Canal Once à Lima (Pérou), puis sur Canal Cuatro.

### Premières tournées à l'étranger
En février 1966, il rencontre Rafael Cortijo au club El Royalito lors d’un carnaval au Panama, qui l’engage. Azuquita se rend à Porto Rico le 6 avril 1966, mais ne peut y retrouver Cortijo, parti pour un mois à New York. Là-bas, il rencontre Rafaél Ithier avec lequel il sympathise et qui le fait participer à El Show del medio día, sur Telemundo-Canal 2, au sein d’El Gran Combo, pour remplacer provisoirement Ismael Rivera, en faisant les chœurs aux côtés d’Andy Montáñez et Pellín Rodríguez.
Il est ensuite engagé dans le groupe La Panamerican Tuviste et doit partir en tournée quinze jours à New York.
C’est alors que Pancho Cristal (producteur de Tico Records) lui propose de chanter dans le prochain orchestre de Roberto Roena, Roberto Roena y sus Megatones. Roberto Roena réintégrant El Gran Combo, Azuquita restera avec Cortijo à New York. Azuquita rencontre ensuite Francisco Bastar « Kako », qui avait entendu parler de lui à Porto Rico, et qui l’invite à chanter sur l’album Live It Up sorti chez Alegre Records, le label d’Al Santiago, qui est suivi d’une tournée des carnavals au Panama en 1967. Ils enregistrent également les albums Salsa All Stars (avec Charlie Palmieri, Johnny Rodriguez, Israel « Cachao » López, Vitin Paz, Louie Ramirez…) et Unión dinámica.
En 1968, Azuquita retourne à Porto Rico car sa femme ne se plaisait pas à New York et rejoint de nouveau le Combo de Cortijo et enregistre sur l’album Ahí Na’ Má’ / Put It There les chansons Agua que va a caer, El Reloj de Pastora en hommage à Arsenio Rodriguez, le boléro Pensamiento et Mil gracias de Pedro Flores. L’album contient aussi entre autres Ublabadú chantée par Rafael Cortijo, qui sera popularisé par Héctor Lavoe avec la Fania et la première version du célèbre Vaso en Colores chantée par Marvin Santiago lui-même. Suit une tournée en République dominicaine, Porto Rico et New York. En 1969, à New York, Lino Frías le contacte pour chanter avec Sonora Matancera à la suite du départ de Justo Betancourt. Il chante lors de concerts pendant six mois, mais n’enregistre aucun album.
En 1970, il chante pour le club El Josco et accompagne de nombreuses stars de la musique latine comme Celia Cruz, Rolando Lasserie, Bobby Capó, Blanca Rosa Gil entre autres. En 1972, Azuquita part en vacances à Los Angeles. À l’Hôtel Alexandría, il rencontre Roberto « Mano de Piedra » Duran qui venait pour boxer. Après le combat, ils fêtent cela au Club Virginia où le directeur d’orchestre, Johnny Martínez, invite Azuquita à chanter. Il est engagé par le club, Azuquita fait alors venir sa famille de Porto Rico. Azuquita va passer quatre ans, jusqu’en 1976, à Los Angeles, faisant des tournées à Los Angeles, San Diego, Las Vegas et San Francisco. Il enregistre les albums Azuquita y su Melao et Salsa en Hollywood, et chante au Tropicoro Night club. À Los Angeles, Alex Masucci, frère de Jerry, patron du label Fania, le rencontre et le fait signer sur le label Vaya Records, une filiale du label Fania. En 1976, Azuquita retourne à New York pour promouvoir son premier album. Jerry Masucci le contacte pour le projet d’album de Louie Ramírez réunissant ses amis, Louie Ramírez y sus Amigos : Adalberto Santiago, Rubén Blades (qui chante Paula C) et Azuquita donc. Prévu pour chanter la ballade El Poeta Lloró, Azuquita chantera aussi En un Beso la vida.
Sonny Bravo le contacte également pour remplacer Tito Allen qui quitte la Típica 73. Cet orchestre va apporter beaucoup à Azuquita : professionnalisme, célébrité et assurance. Il enregistre deux albums dont Los Dos Lados de la Típica 73.

### Popularité en France
S’ensuit une tournée au Mexique, Venezuela et en France en 1977 avec Cheo Feliciano. Un soir, Azuquita remplace Cheo Feliciano qui ne peut plus chanter et interprète à sa façon El Ratón devant 15 000 personnes. Se produisant au Chapiteau de Pantin (remplacé depuis par le Zénith de Paris), il fait la connaissance de Pierre Goldman, journaliste à Libération qui lui demande avant son retour à New York de lui laisser son numéro de téléphone parce qu’il avait un projet important en vue. Deux ans plus tard, un dimanche à 8 heures du matin, Pierre Goldman lui présente le projet qui s’agissait de faire de la célèbre Chapelle des Lombards, (l’originale, dans une ancienne chapelle, rue des Lombards à Paris) un haut lieu de la salsa. Peu de temps après, un dimanche matin, place des Peupliers, Paris 13e, Pierre Goldman est assassiné.
Le patron de la Chapelle (Jean-Luc Fraisse) prolonge le contrat d’Azuquita une fois, puis deux, et de prolongation en prolongation, Azuquita n’est jamais reparti, si ce n’est pour d’incessantes tournées mondiales. Azuquita aura ensuite l’occasion de se produire à l’Olympia avec son orchestre Melao. Lors de sa tournée Europe avec son orchestre Latin Jazz, Tito Puente invite un soir Azuquita à chanter sur scène, et lui propose d’enregistrer ensemble quand il le souhaitera. Peu de temps après, Víctor Gallo, un responsable de la Fania rappelle à Azuquita qu’il s'était engagé par contrat à enregistrer un album de plus sur leur label. Azuquita accepte à condition d’enregistrer avec Tito Puente. L’album Cé Magnifique est enregistré à New York, avec des arrangements de José Madera, Mauricio Smith et Jorge Millet, et inclut la chanson Azucar.
En 1981, il fait la 1re partie du concert de Bob Marley au vieil aéroport du Bourget (76 000 personnes). De France, il voyage aux Pays-Bas, en Belgique, Suisse, Allemagne, Espagne, Italie… La presse de Paris lui consacre alors le nom de « roi de la salsa en France ». En 1984, il participe à des festivals de salsa dans sept villes en Espagne où il chante avec Celia Cruz, Tito Puente, Rubén Blades y Los 6 Del Solar, Los Van Van (Cuba) et Milton Nascimento (Brésil). De 1985 à 1987, Azuquita y su Melao réalise une longue tournée en Californie, en passant par San Francisco, San Diego, Oakland, San José, Mexico et Los Angeles (au Hollywood Palladium où il chante avec Oscar D'León, El Gran Combo, Andy Montáñez, et d’autres grandes figures de la salsa)… En 1988, il signe un contrat d’un an avec le club Candilejas à Hollywood. En 1989, il enregistre l’album Azucar a Granel' aux studios New York Variety City sur le label Melao Records. Azúcar a Granel arrangée par José Febles a été un succès.
En 1990, de célèbres artistes, Tito Nieves, Johnny Ray (et leur groupe respectif) ainsi que Palladium Mambo Legend lui rendent hommage au club Broadway à New York pour ses 35 ans de carrière. En 1992, il enregistre l’album Señor de la salsa à Cali. En 1993, il a enregistré l’album Amantes secretos à New York (TTH Records). En 1993, il donne un concert au Festival de la Salsa de Cali et chante la chanson Como si Nada du compositeur panaméen Omar Alfano arrangée par Isidro Infante.
De 1991 à 1997, il participe 4 fois au Festival de Cannes.
En 1994, il partage l’affiche au Zénith de Paris avec Chocolate Armenteros (célèbre trompettiste cubain) et Nicky Marrero (grand percussionniste de la Fania All Stars). À New York, il enregistre l'album La Foule - Salsa Internacional, une collaboration entre musiciens des États-Unis et d’Europe, entre autres les Américains Nicky Marrero, Barry Rogers, « Bomberito » Zarzuela, Sonny Bravo, Johnny Rodríguez, Mauricio Smith (presque toute la Típica 73) et les européens Guillermo Fellove à la trompette, Luis Do Santos au baryton, Guillermo Benavides à la basse, Daniel Goyone au piano. Parmi les titres : Colombia quiero saber la verdad, Felicidad, dédiée à la femme de Roberto Durán, Dalila, Quiero Paz, un appel à la paix aux Malouines, Los Cantos del Monte, une guajira composée par Justi Barreto. En 1996, Papo Lucca fait appel à lui pour l’album Los Originales enregistré à Ponce avec une nouvelle version d’El Poeta Lloro, arrangée par Mario Ortiz, qui rend hommage à Louie Ramírez]dans les solos de piano et de vibraphone.
En 1999, il enregistre à Porto Rico et au Canada l’album Lo Bailado Nadie Me lo Quita (intitulé La Salsa c’est pas compliqué en France ; Melao Records/ POW Records). La France a dansé sur La Salsa c’est pas compliqué. Les américains, eux ont préféré Un, dos, tres… Maria, la reprise arrangée en salsa de Ricky Martin. Une autre chanson de l’album est Sueño con Cuba.

### Depuis les années 2000
Sur l’album suivant, il chante Fiebre de Alegría, composée par un péruvien, Hugo La Torre, qui réside à Miami et qui, ayant lu sur le site web d’Azuquita (azuquita.com) que ce dernier avait commencé sa carrière au Pérou, l’avait contacté par courriel.
Il chante également El Muerto Vivo, une reprise de Rolando La Serie, El Plebeyo, un autre morceau péruvien arrangé par Lucho Cueto et la célèbre valse péruvienne Que Nadie sepa mi sufrir (rendue célèbre par son adaptation sous le titre la Foule, par Édith Piaf).
Après avoir rencontré à Biarritz, à l’occasion de l'édition 2000 du Festival du cinéma latino-américain, le groupe groupe de son cubain Los Jubilados. Le voyage engendre un disque, Azuquita y Los Jubilados en Santiago de Cuba (sorti en septembre 2001 chez Universal Jazz / Caribefolk), enregistré dans les fameux studios d’Egrem, sous l’œil de la caméra d'Yves Billon, sur lequel Azuquita et Los Jubilados (et non plus Su Melao) interprètent milongas et boléros de Camilo Rodriguez, morceaux du grand Mario Merceron, père de la musique cubaine, quelques titres d’Azuquita, dont Mamita me gusta bailar el Son, un hommage à son orisha Elegua, et un titre emprunté au répertoire de Los Jubilados, Camaroncito Seco.
Le journal français Le Monde annonce son concert du 31 décembre 2001 au New Morning en première page et lui a consacré toute une page à l’intérieur. Il apparaît à la télévision en Slovénie, au carnaval de Munich, et lors de la présentation de la collection 2002 de chez Hermès.

## Discographie
En plus de 40 ans de carrière, Azuquita a enregistré les disques suivants :
- 1964 : Enrique Lynch (Sono Radio Peru) – Fiesta de cumbia / La cumbia de Jose
- 1966 : Roberto Roena y sus Megatones - Se Pone Bueno / It Gets Better (Alegre Records)
- 1967 : Kako & His Orchestra - Live It Up (Musicor Records)
- 1969 : Rafael Cortijo y su Bonche - ¡Ahí Na Má! / Put It There (Tico Records)
- 1970 : Azuquita - Aquí Esta Azuquita (Hit Parade Records)
- 1972 : The Salsa All Stars (Salsa Records Salsa 2007) (avec Charlie Palmieri, Johnny Rodriguez, Israel « Cachao » López, Vitin Paz, Louie Ramirez…)
- 1974 : Azuquita y su Melao - Salsa en Hollywood (E&G Productions)
- 1975 : Azuquita y su Orquesta Melao – Pura Salsa (Vaya Records)
- 1976 : Kako y Azuquita - Unión Dinámica (Alegre Records)
- 1977 : Típica 73 - The Two Sides of ' Típica '73 (Inca Records)
- 1978 : Típica 73 - Salsa encendida (Inca Records)
- 1978 : Louie Ramírez y sus Amigos (Cotique)
- 1979 : Azuquita y su Melao – Llegó y dijo (Vaya Records)
- 1980 : Azuquita y su Melao – Salsa En Vivo (Disc'Az)
- 1981 : Tito Puente and his Orchestra – Cé Magnifique (Tico Records)
- 1983 : Azuquita y su Melao – Salsa International 83 (Polydor)
- 1984 : Orquesta Felicidad, Camilo Azuquita – 2 Campeones Roberto Duran Vs Camilo Azuquita (Celluloid)
- 1988 : Camilo Azuquita – Azúcar A Granel (Melao Records)
- 1989 : Camilo Azuquita – Amantes Secretos (Top Ten Hits)
- 1992 : Camilo Azuquita – El Señor de la salsa (Melao Records)
- 1994 : Azuquita – La foule Salsa Int’l (Axile) CD
- 1996 : Azuquita y Papo Lucca – Los Originales (Frémeaux et Associés) CD
- 1999 : Azuquita - Lo Bailado Nadie Me Lo Quita (Melao) CD Format (intitulé La Salsa c’est pas compliqué en France); Melao Records/ POW Records ; contient Un, dos, tres… Maria, la reprise arrangée en salsa de Ricky Martin)
- 2000 : Azuquita y su Melao – La salsa, c"est pas compliqué (Axile) CD
- 2001 : Azuquita and Los Jubilados en Santiago de Cuba – Cuba Son (Emarcy Import / Universal Jazz / Caribefolk, Cuba) CD
- 2005 : Azuquita – Baila Para Mí (Konga Music) CD
- 2015 : Orquesta Abran Paso – Back to the 70's (Abran Paso Music) CD